# Kallinik III (patriarcha Konstantynopola)
Kallinik III, znany też jako Kallinik IV, gr. Καλλίνικος Δ΄ (ur. 1713, zm. 1791 w Zagorze) – ekumeniczny patriarcha Konstantynopola w przez kilka miesięcy w 1757.

## Życiorys
Panował od 16 stycznia do 22 lipca 1757 r. Po rezygnacji został zesłany na wyspę Limnos, a później na Górę Synaj do Klasztoru Świętej Katarzyny. Zmarł w 1791 r.